# Absolutismo moral
Absolutismo moral é a teoria da Ética que propõem que todas as ações possuem valores inerentes de certo ou errado. Roubar, por exemplo, pode ser considerado sempre imoral, mesmo se feito para o bem-estar alheio (por exemplo, roubar comida para alimentar uma família que passa fome), mesmo se o resultado for benéfico. O Absolutismo moral diverge de outras teorias éticas, tais como o consequencialismo, que sustentam que a moralidade (no sentido amplo) de um ato depende das consequências ou do contexto.
Absolutismo moral não deve ser confundido com universalismo moral. Esse também sustenta que o certo ou errado é independente de costume ou de opinião (em oposição ao relativismo moral), mas o certo ou errado não é independente do contexto ou consequências (como no absolutismo moral). Universalismo moral é compatível com o absolutismo moral, como também com as proposições do consequencialismo. Louis Pojman dá as seguintes definições para distinguir as posições do absolutismo moral e universalismo:
- Absolutismo moral: Há, pelo menos, um princípio que nunca deve ser violado.
- Objetivismo moral: Há, talvez, um fato que como qualquer ação específica seja moralmente permissível ou não: Um fato que independe apenas dos costumes ou preceitos individuais.

As teorias éticas que possuem grande aplicação nos direitos e deveres, como a ética deontológica de Immanuel Kant, são formas comuns de absolutismo moral, bem como os vários princípios religiosos. 

## Religião
O absolutismo moral pode ser compreendido, apenas no contexto laico, como uma das várias formas de racionalismo moral deontológico.  Porém, muitas religiões têm posições morais absolutistas, estando estas de acordo com com seu respectivo sistema moral derivado de vontade(s) divina(s). Portanto, elas consideram seu sistema moral como absoluto, (normalmente) perfeito e imutável. Muitas filosofias laicas também adotam uma postura moralmente absoluta, argumentando que as leis morais são inerentes à natureza humana, o princípio da vida em geral ou o próprio universo. Por exemplo, alguém que acredita absolutamente em a não-violência, considera que é errado usar a violência mesmo em auto-defesa.
O filósofo católico Tomás de Aquino nunca aborda explicitamente o Dilema de Eutífron, mas estabelece uma distinção entre o que é bom ou mal em si, e o que é bom ou mal por causa da vontade divina, com a moral imutável constituindo o grosso da lei natural. Assim, ele afirma que nem mesmo Deus pode mudar os Dez Mandamentos, acrescentando, porém, que Deus pode mudar o que as pessoas merecem, em casos particulares, em que poderia constituir perdoes especiais para assassinato ou roubo.